# Сіміан/Сієнна
Сіміан/Сієнна — офшорні газові родовища в єгипетському секторі Середземного моря.

## Характеристика
Розташовані в межах ліцензійної ділянки West Delta Deep Marine, права на яку належать консорціуму в складі BG Group (50 %) та малайзійської Petronas (50 %, у 2003 році викупила частку компанії Edison, котра представляла ExxonMobil та Qatar Petroleum). Безпосередньо роботи провадяться через компанію-оператора Burullus Gas, половина в якій належить місцевій Egyptian General Petroleum Corporation (EGPC, 25 %).
Сіміан відкрили у 1999 році внаслідок спорудження свердловини Simian-1, пробуреної в районі з глибиною моря біля 570 метрів, яка на тестуванні показала результат у 1,2 млн м3 газу на добу. Наступного року суттєвість родовища підтвердили свердловини Simian-2 та Simian-3. Вуглеводні виявлені у відкладеннях пліоцену (формація El Wastani). Колектори — пісковики, що утворились в каналах колишньої великої системи каньйонів.
Введення Сіміан в експлуатацію відбулось у 2005-му, на два роки пізніше за перше передане в розробку родовище ділянки West Delta Deep Marine Скараб/Саффрон. Разом з Сіміан по єдиному плану облаштували родовище Сієнна. На першому видобуток первісно здійснювався через чотири, а на другому через ще дві свердловини, розташовані в районах з глибинами від 677 до 933 метри. Їх підключили до двох підводних маніфольдів М1 та М2, з'єднаних між собою трубопроводом діаметром 500 мм. Для дистанційного управління роботою родовищ на мілководді встановили спеціальну платформу.
Від М1 веде трубопровід до газопровідного вузла на Скараб, звідки починається головний експортний газопровід до берегового ГПЗ Буруллус.
Під час наступних фаз розвитку проекту на Сіміан до середини 2010-х років встановили ще три маніфольди та під'єднали 14 свердловин (деякі, з особливо високим тиском, через спеціальний пристрій HIPPS — High integrity pressure protection systems).
До одного з маніфольдів також підключили свердловину з родовища Сінбад.
На початку 2000-х років запаси родовища оцінювались від 70 до 113 млрд.м3.